# Princé
Princé est une commune française située dans le département d'Ille-et-Vilaine en région Bretagne, peuplée de 398 habitants.

## Géographie

### Situation

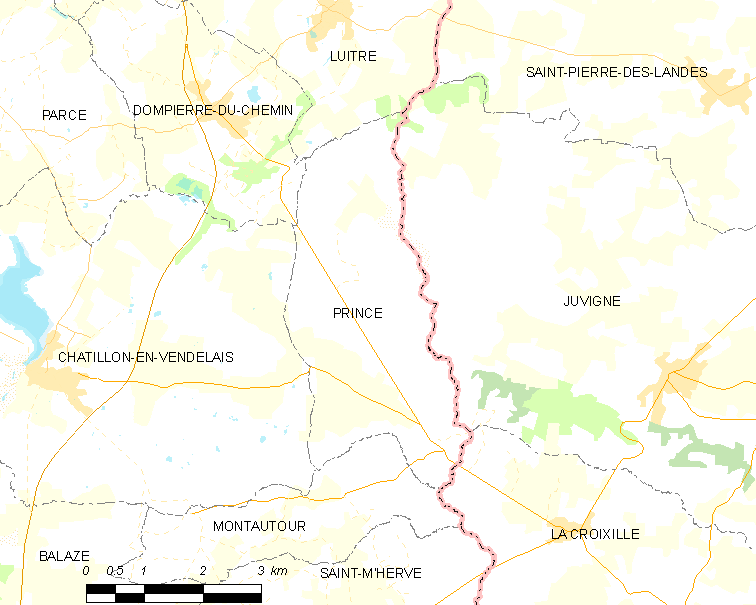
Carte de la commune de Princé et des communes avoisinantes.

|                        | Luitré-Dompierre |                        |
| Châtillon-en-Vendelais | Princé           | Juvigné (Mayenne)      |
|                        | Montautour       | La Croixille (Mayenne) |

### Relief et hydrographie
Les altitudes les plus élevées sont à la limite ouest (avec Châtillon-en-Vendelais) de la commune, atteignant 187 mètres au niveau du château d'eau, près du hameau de l'Hôtellerie ; la plus basse (113 mètres) se trouve dans l'angle sud-est du finage communal, à la confluence entre le Rousseau des Épronnières et le Ruisseau de Foucherais ; le bourg est vers 158 mètres d'altitude.

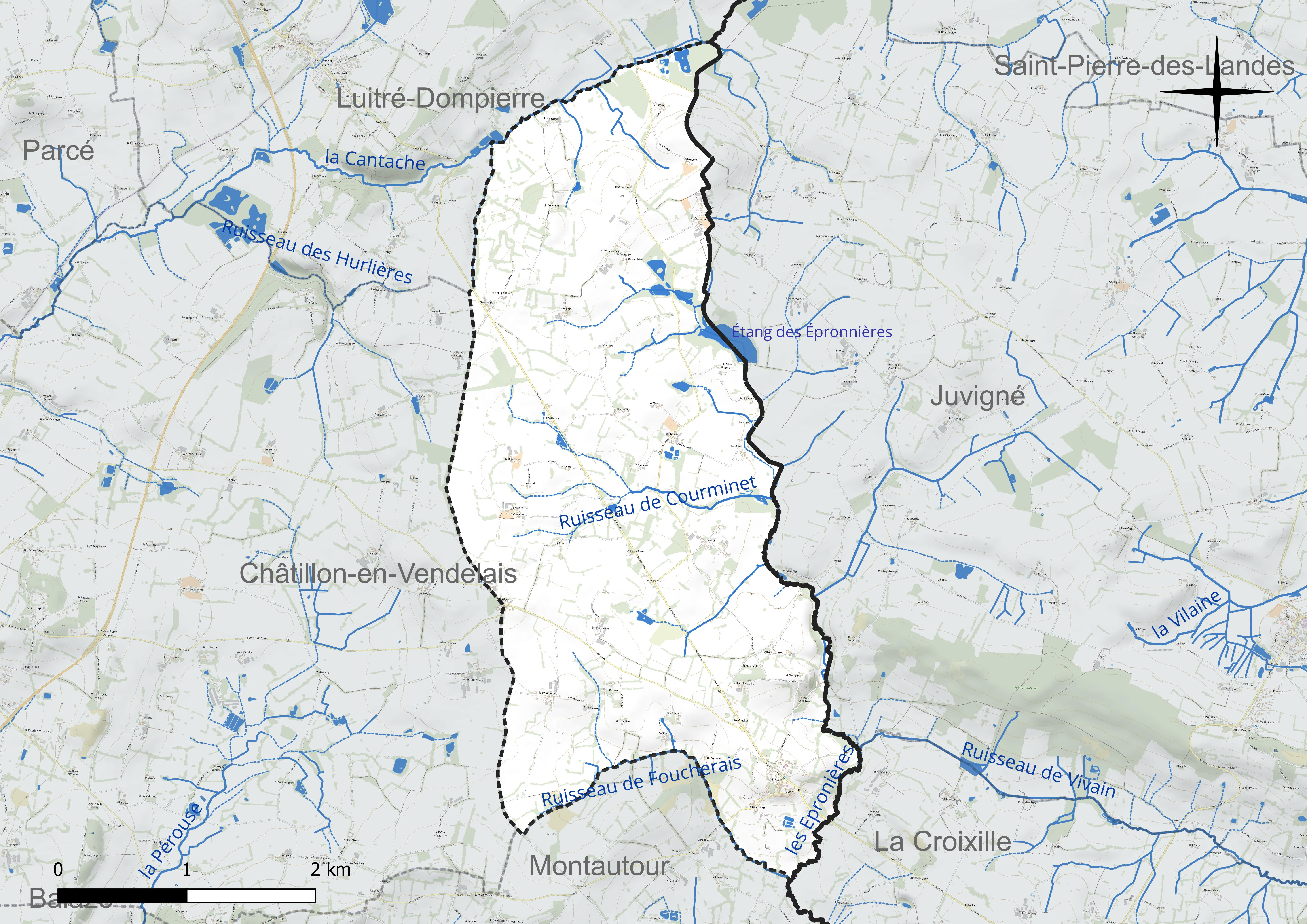
Carte du réseau hydrographique de la commune de Princé.

Le réseau hydrographique est constitué essentiellement du Ruisseau des Épronnières (affluent de rive droite de la Vilaine), qui alimente l'étang des Épronnières et limite la commune à l'est, la séparant de celle de Juvigné (et qui est aussi la limite entre les départements d'Ille-et-Vilaine et de Mayenne et entre les régions Bretagne et Pays de Loire) et par plusieurs de ses affluents de rive droite, notamment le Ruisseau de Courminet dans la partie nord de la commune et le Ruisseau de la Maillardière (qui porte dans sa partie aval le nom de Ruisseau de Foucherais) qui forme la limite sud de la commune, la séparant de celle de Montautour.
Le Ruisseau de Talvard (dénommé plus en aval Ruisseau de Saint-Blaise) est un tributaire de l'étang de Châtillon-en-Vendelais et donc de la Cantache (dont il constitue en fait la partie amont), un autre affluent de la Vilaine ; il sert de limite nord à la commune, la séparant de celle de Dompierre-du-Chemin.

### Hydrographie
Pour un article plus général, voir Réseau hydrographique d'Ille-et-Vilaine.
La commune est située dans le bassin Loire-Bretagne. Elle est drainée par la Cantache, les Epronières, le ruisseau de Bouillonne, le ruisseau de Courminet, le ruisseau de Foucherais et le ruisseau de la Boucherie,,.
La Cantache, d'une longueur de 36 km, prend sa source dans la commune de Saint-Pierre-des-Landes et se jette  dans la Vilaine à Saint-Aubin-des-Landes, après avoir traversé 13 communes. 
Les Épronières, d'une longueur de 11 km, prend sa source dans la commune  et se jette  dans la Vilaine à Bourgon, après avoir traversé six communes. 

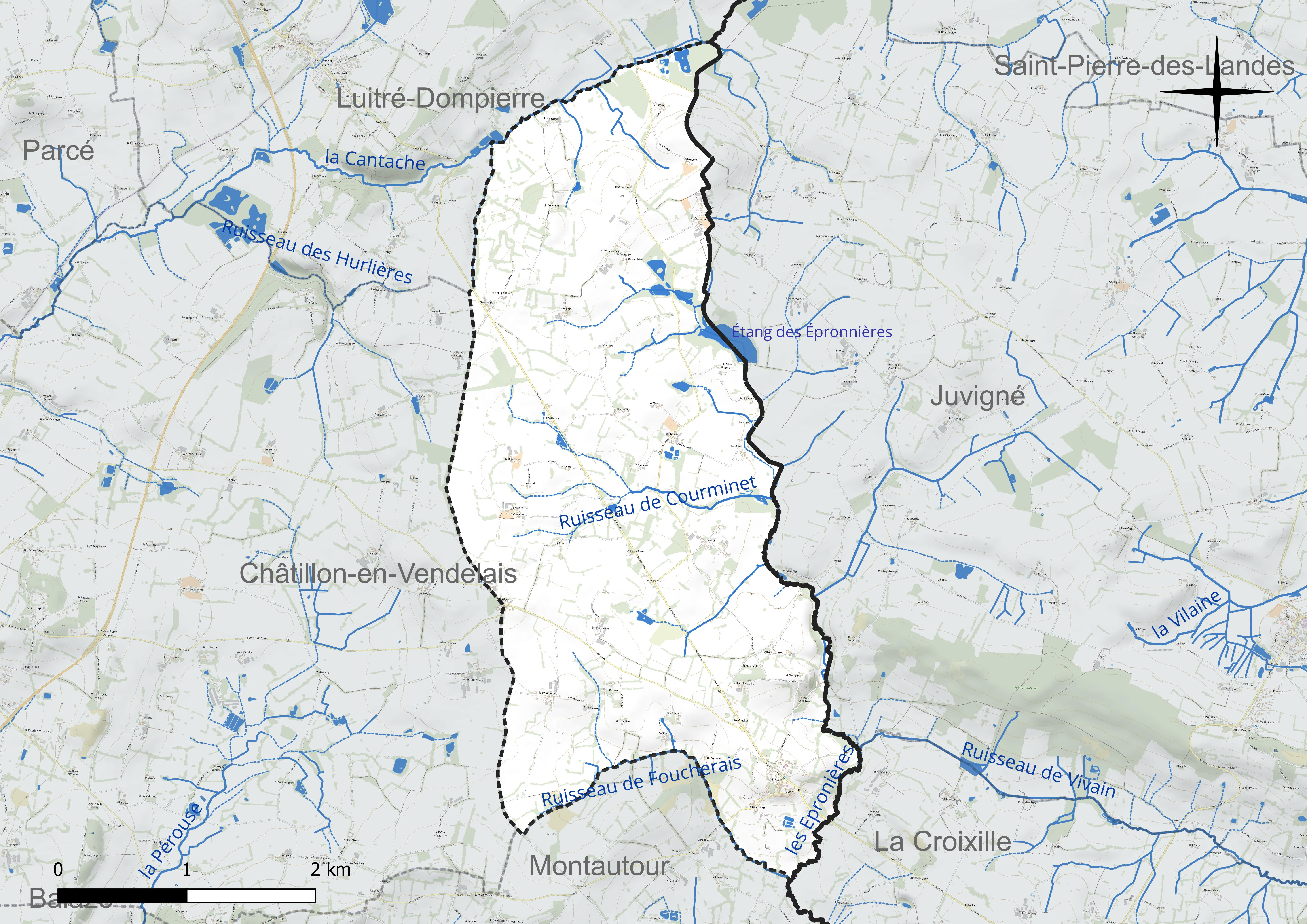
Réseau hydrographique de Princé.

Un plan d'eau complète le réseau hydrographique : l'étang des épronnières, d'une superficie totale de 6,8 ha (2,35 ha sur la commune),.

### Climat
Pour des articles plus généraux, voir Climat de la Bretagne et Climat d'Ille-et-Vilaine.
En 2010, le climat de la commune est de type climat océanique altéré, selon une étude du CNRS s'appuyant sur une série de données couvrant la période 1971-2000. En 2020, Météo-France publie une typologie des climats de la France métropolitaine dans laquelle la commune est exposée à un climat océanique et est dans la région climatique  Bretagne orientale et méridionale, Pays nantais, Vendée, caractérisée par une faible pluviométrie en été et une bonne insolation. Parallèlement l'observatoire de l'environnement en Bretagne publie en 2020 un zonage climatique de la région Bretagne, s'appuyant sur des données de Météo-France de 2009. La commune est, selon ce zonage, dans la zone « Intérieur Est », avec des hivers frais, des étés chauds et des pluies modérées.
Pour la période 1971-2000, la température annuelle moyenne est de 11 °C, avec une amplitude thermique annuelle de 13,4 °C. Le cumul annuel moyen de précipitations est de 864 mm, avec 13,3 jours de précipitations en janvier et 7,9 jours en juillet. Pour la période 1991-2020, la température moyenne annuelle observée sur la station météorologique la plus proche, située sur la commune de Launay-Villiers à 11 km à vol d'oiseau, est de 11,6 °C et le cumul annuel moyen de précipitations est de 862,6 mm,. Pour l'avenir, les paramètres climatiques de la commune estimés pour 2050 selon différents scénarios d'émission de gaz à effet de serre sont consultables sur un site dédié publié par Météo-France en novembre 2022.

### Transports
Princé est traversé par la D 798 (ancienne Route nationale 798 déclassée) qui relie la commune vers le sud-est à Laval et vers le nord-ouest à Dompierre-du-Chemin et, au-delà, à Fougères. La commune est aussi desservie par des routes plus secondaires , notamment la D 26 en direction de Montautour et Vitré et la D 209 en direction de Châtillon-en-Vendelais.
La commune est desservie par la ligne de bus n°4 de Vitré Communauté et est son terminus.

### Énergie
Un parc éolien à cheval sur les communes de Chatillon en Vendelais, Montautour et Princé est en cours de développement. Il devrait voir le jour à l'horizon 2025 et comporter 5 éoliennes.
La production est estimée à 40 -50 Gwh/an soit les besoins de 20 000 habitants.
Le projet est codéveloppé et financé par CNR (Compagnie Nationale du Rhône) (à hauteur de 50%), Vitré communauté (à hauteur de 40%) et Enercoop (à hauteur de 10%).
Les 3 porteurs du projet ont créé une société en commun destinée à la gestion du futur parc éolien " Parc éolien du Harault".

### Habitat et paysages
Princé présente un paysage agraire traditionnel de bocage avec un habitat dispersé constitué d'écarts formés de hameaux (appelés localement "villages") et fermes isolées. La commune a conservé totalement son caractère rural, y compris le bourg, excentré dans la partie sud-est du territoire communal.

## Urbanisme

### Typologie
Au 1er janvier 2024, Princé est catégorisée commune rurale à habitat très dispersé, selon la nouvelle grille communale de densité à sept niveaux définie par l'Insee en 2022.
Elle est située hors unité urbaine. Par ailleurs la commune fait partie de l'aire d'attraction de Vitré, dont elle est une commune de la couronne,. Cette aire, qui regroupe 30 communes, est catégorisée dans les aires de 50 000 à moins de 200 000 habitants,.

### Occupation des sols
L'occupation des sols de la commune, telle qu'elle ressort de la base de données européenne d'occupation biophysique des sols Corine Land Cover (CLC), est marquée par l'importance des territoires agricoles (97,3 % en 2018), en diminution par rapport à 1990 (99,4 %). La répartition détaillée en 2018 est la suivante : 
prairies (58,2 %), zones agricoles hétérogènes (20,1 %), terres arables (19 %), zones urbanisées (2,1 %), forêts (0,6 %). L'évolution de l'occupation des sols de la commune et de ses infrastructures peut être observée sur les différentes représentations cartographiques du territoire : la carte de Cassini (XVIIIe siècle), la carte d'état-major (1820-1866) et les cartes ou photos aériennes de l'IGN pour la période actuelle (1950 à aujourd'hui).

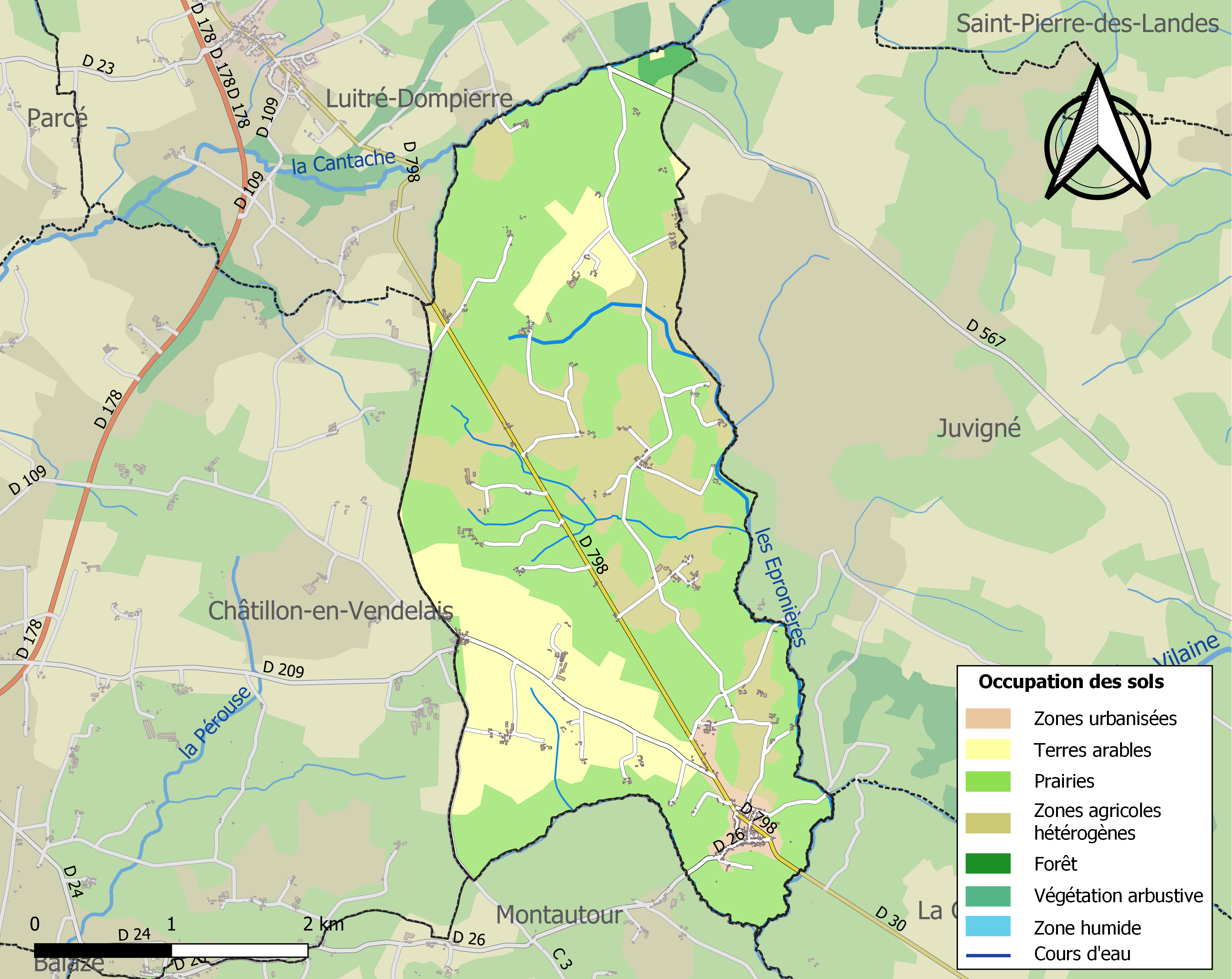
Carte des infrastructures et de l'occupation des sols de la commune en 2018 (CLC).

## Toponymie

### Attestations anciennes[22],[23]
- Ecclesia de Prisciaco (1197)
- Princeyum (1516)
- Prinsé (1530)

Nom de domaine gallo-romain en -acum, dérivé de l'anthroponyme latin Priscius.
Le gentilé est Princéen.

## Histoire

### Antiquité
La commune est traversée par deux voies romaines :
- du nord au sud par la voie romaine de Juliomagus (Angers) à Legendia (Avranches) ;
- d'est en ouest de Noviodunum (Jublains) à Fanum Martis (Corseul).

### Moyen-Âge
La paroisse est citée dès le XIIe siècle (les Bénédictins de Marmoutier jouissaient alors de l'église de Princé et de ses dépendances), cependant les premières traces de Princé sont plus anciennes. par la suite l'abbaye de Marmoutier unit ses biens de Princé au prieuré Sainte-Croix de Vitré (en 1751 par exemple le prieur de Sainte-Croix né laisse au recteur de Princé qu'une modeste portion congrue pour assurer sa subsistance.

### Temps modernes
Jean de l'Esperonnière, seigneur de l'Esperonnière en Princé, et son fils aussi Jean de l'Esperonnière, prieur de Châteaubourg, n'ayant pu prouver leur noblesse, furent condamnés comme « usurpateurs de noblesse » le 4 février 1671 par un arrêt de la Chambre de réformation de la noblesse de Bretagne et condamnés à 400 livres d'amende.
Des chapelles existaient : la chapelle Sainte-Catherine de l'Hostellerie, qui avait dépendu à l'origine de l'ancien prieuré de femmes de l'Hostellerie (qui dépendait de l'abbaye de Saint-Sulpice-des-Bois), mais qui était considérée au XVIIIe siècle comme une chapelle frairienne ; la chapelle de l'Espronnière [Esperonnière], voisine du manoir du même nom, construite vers le milieu du XVIIe siècle par Jean de l'Espronnière comme preuve de sa foi catholique après qu'il ait abjuré le protestantisme (des soules y étaient lancées à certaines dates, mais ce jeu fut interdit à partir de 1746 à la suite de la mort d'un des participants).

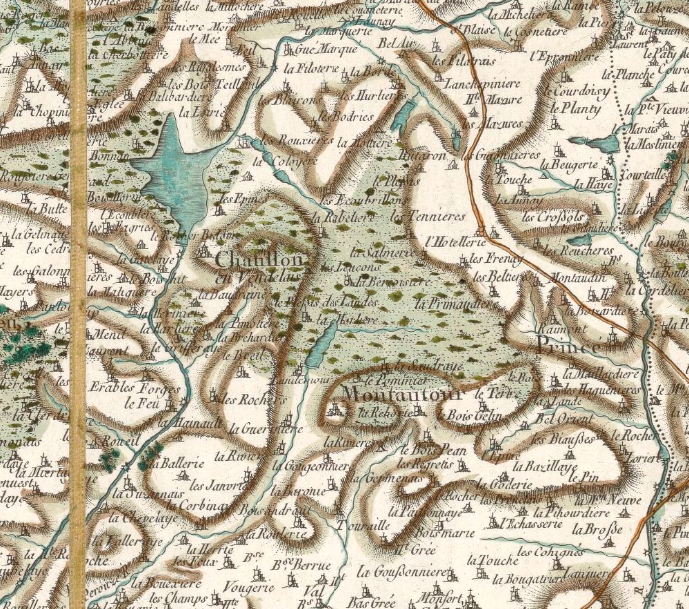
Carte de Cassini des paroisses de Châtillon-en-Vendelais,
Montautour et Princé (1772).

Jean-Baptiste Ogée décrit ainsi Princé en 1778 :

« Princé : sur une hauteur ; à 10 lieues à l'Est de Rennes, son évêché et son ressort ; et à 3 lieues de Vitré, sa subdélégation. On y compte 1 300 communiants : la cure est à l'alternative. L'Abbaye de Saint-Sulpice, haute justice , à Madame l'Abbesse ; l'Épronnière , moyenne et basse justice ; et Courdoisie, moyenne et basse justice, à Madame veuve Legonidec. Ce territoire est borné, à un quart de lieue à l'Est, par la rivière de Vilaine, qui sépare le Maine d'avec la Bretagne, et qui prend sa source dans plusieurs étangs, et surtout dans ceux de la Cordelière, qui sont les plus considérables de cette paroisse. Des grains de toute espèce, du foin, des fruits, de bons pâturages, telles font les productions du terroir : c'est un pays couvert [de bocage] où l'on voit des vallons, des coteaux, et des landes qui s'étendent dans une longueur d'une lieue un quart, depuis un quart de lieue à l'Ouest de ce bourg jusqu'à l'étang de Châtillon. »

### Révolution française
Pierre Betton était recteur de Princé (depuis 1738) lors du déclenchement de la Révolution française ; né vers 1715 à Saint-Fraimbault (évêché  du Mans), il décéda en 1794.
Princé fait partie des communes déclarées totalement insurgées en 1793-1794. Une compagnie chouanne exista à Princé et Montautour ; elle était membre de la "colonne d'Izé", dirigée par Henri du Boishamon, qui elle-même dépendait de la division de Vitré de l'Armée catholique et royale de Rennes et de Fougères. La "colonne d'Izé" était divisée en plusieurs compagnies : la compagnie de Champeaux et Taillis (dont les capitaines étaient Picot l'Aîné et Julien Picot), la compagnie de Balazé, la compagnie de Montreuil-sous-Pérouse et Saint-Christophe-des-Bois, la compagnie d'Izé, la compagnie de Saint-Jean-sur-Vilaine, la compagnie de Champeaux et Taillis.

### LeXIXesiècle

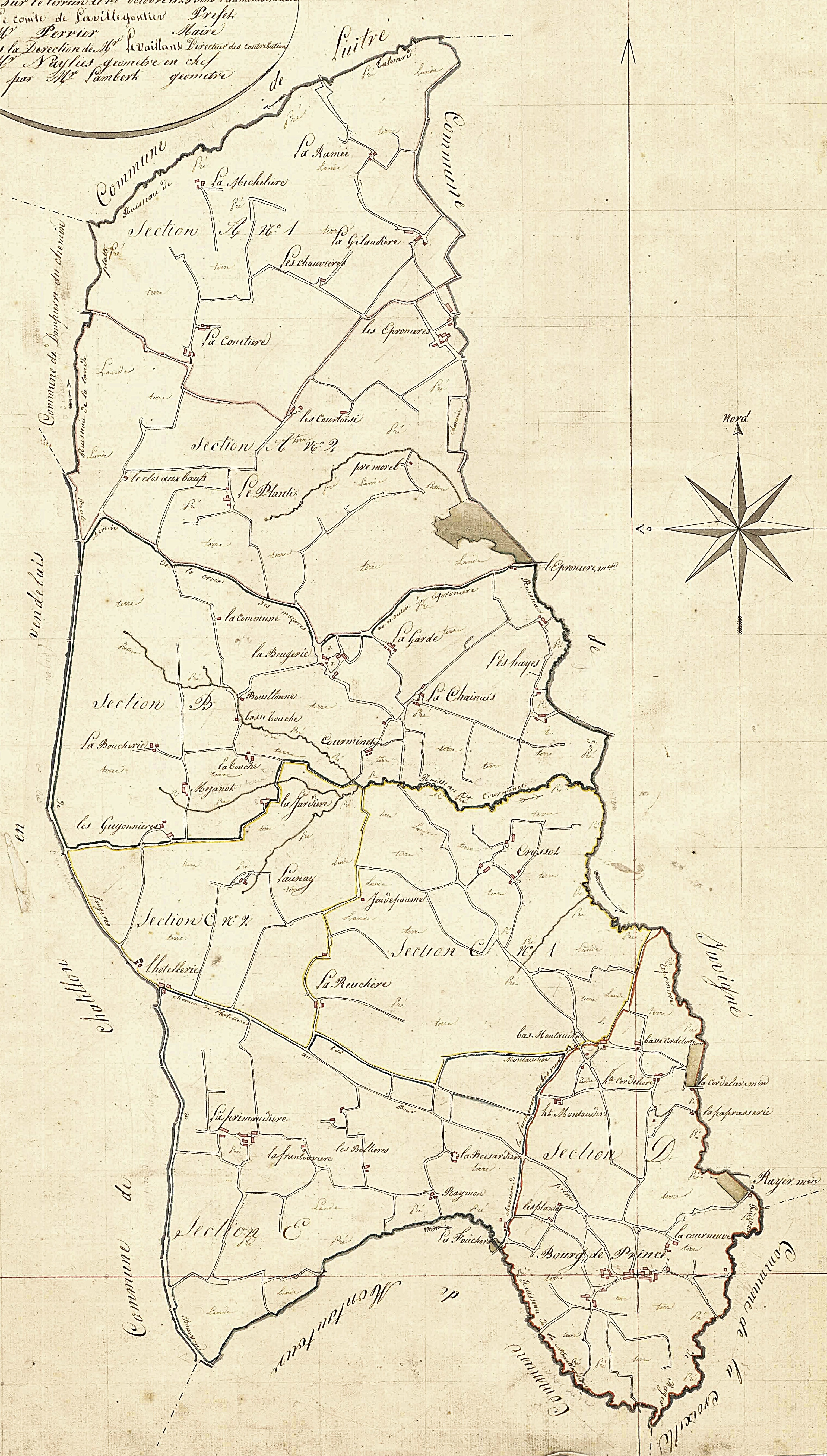
Plan cadastral de la commune de Princé (tableau d'assemblage, 1823).

En 1803, la paroisse de Montautour fut réunie à celle de Princé. Une ordonnance royale du 16 avril 1826 sépara les deux paroisses.
A. Marteville et P. Varin, continuateurs d'Ogée, décrivent ainsi Princé en 1853 :

« Princé (sous l'invocation de saint Martin) : commune formée de l'ancienne paroisse de ce nom ; aujourd'hui succursale. (..) Principaux villages : la Conetière, les Epronières, la Beugerie, la Chainais, Crossot, l'Hotellerie, la Primandière, Montaudin. Superficie totale 1 235 hectares, dont (..) terres labourables 823 ha, prés et pâturages 149 ha, bois 38 ha, vergers et jardins 21 ha, landes et incultes 146 ha, étangs 8 ha (..). Moulin de la Cordelière, à eau. Princé est situé sur une hauteur qui domine le cours de la Vilaine, pour ainsi dire à sa naissance, les sources de cette rivière étant à l'étang de l'Epronnière, qui est en partie compris dans le territoire de Princé. Le moulin de la Cordelière est aussi le premier de ceux que la Vilaine fait tourner. Géologie: quartzite. On parle le français [en fait le gallo]. »

### LeXXesiècle

#### La Belle Époque

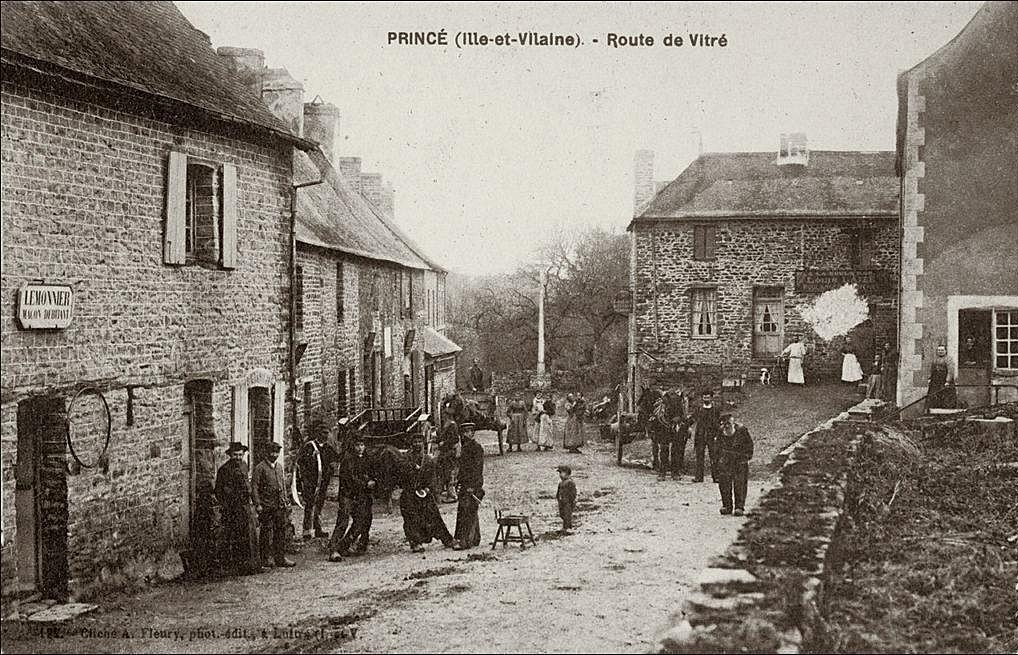
Princé ː la route de Vitré au début du XXe siècle (carte postale).
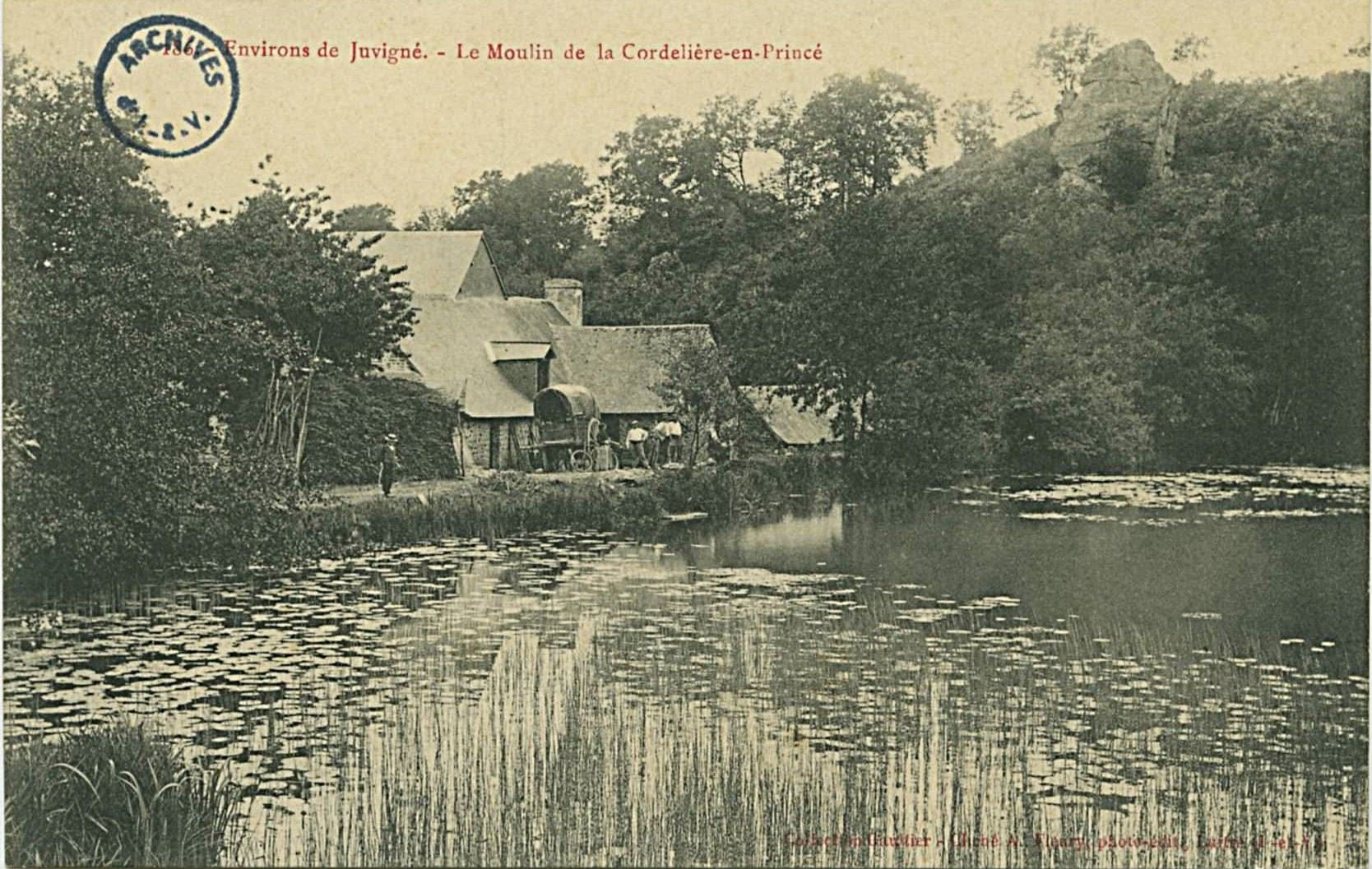
Princé ː le moulin de la Cordelière au début du XXe siècle (carte postale).

#### La Première Guerre mondiale

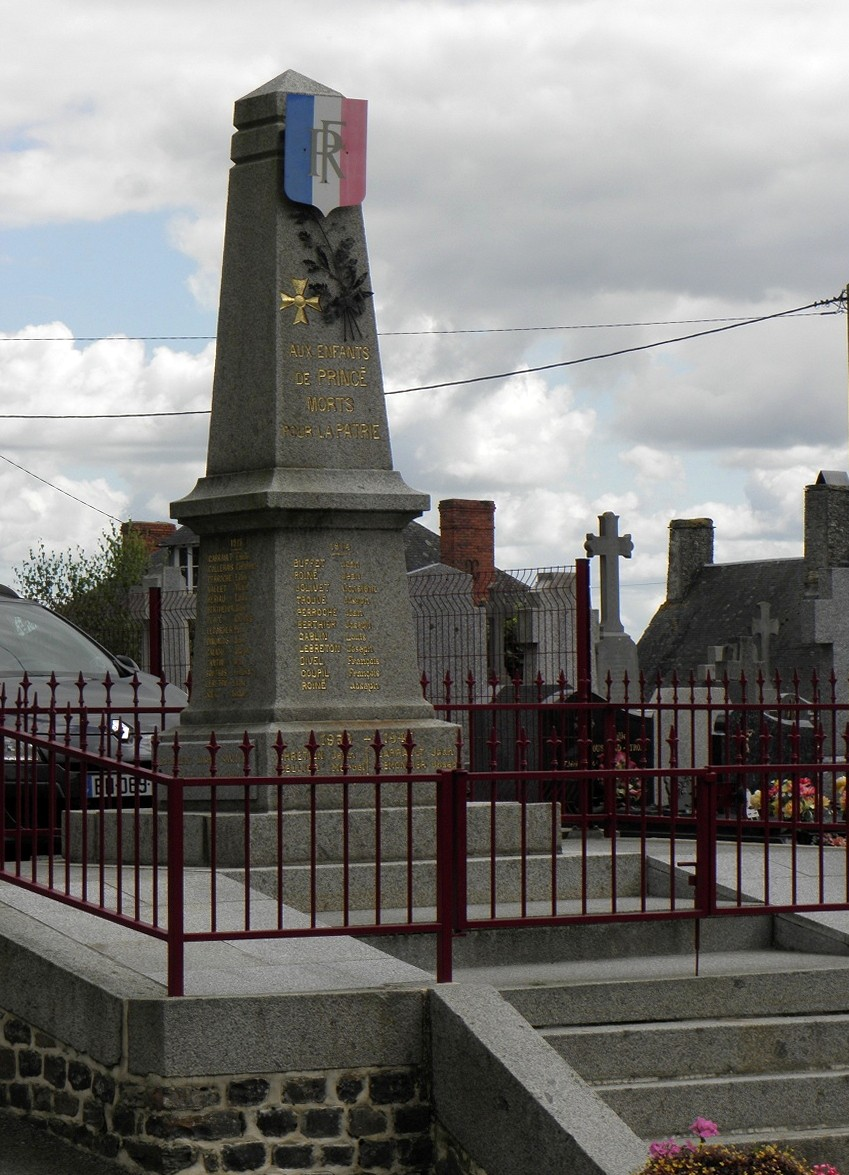
Le monument aux morts de Princé.

Le monument aux morts de Princé porte les noms de 40 soldats morts pour la France pendant la Première Guerre mondiale ; parmi eux 3 sont morts en Belgique (Jean Buffet dès le 21 août 1914 à Auvelais, Joseph Roiné le lendemain à Virton et Joseph Berthier le 10 novembre 1914) ; Jean Berthelot, marsouin est mort en mer à bord du navire-hôpital Canada le 5 juin 1915 ; Joseph Foucher est mort de maladie alors qu'il était prisonnier de guerre en Allemagne le 2 décembre 1918, donc après l'armistice ; tous les autres sont morts sur le sol français à l'exception peut-être de 5 pour lesquels le lieu de leur décès n'est pas précisé.
Le monument aux morts a la forme d'un obélisque sur socle orné de feuilles de chênes et d'une Légion d'honneur ; il est entouré de grilles.

#### L'Entre-deux-guerres
La commune commence à être électrifiée en 1932.

#### La Seconde Guerre mondiale
Le monument aux morts de Princé porte les noms de 5 personnes mortes pour la France pendant la Seconde Guerre mondiale ; parmi eux Joseph Galiché et Joseph Lemonnier sont morts au printemps 1940 lors de la Bataille de France ; les 3 autres sont Marcel Bellier, Jean Chrétien et Jean Garrault.
À la suite du débarquement des alliés en Normandie le 6 juin 1944, un combat aérien a eu lieu au dessus des communes du Vendelais et notamment au dessus Princé le 8 juin 1944.
Lors de cette journée, un avion allemand s'écrasa au lieu-dit « les Ecruaux » et un avion de chasse américain P-51 Mustang  type B-10 s'écrasa au lieu-dit « la Touche » à 17h30.
Les deux pilotes ont tous les deux trouvés la mort lors du crash de leurs appareils.
La commune a rendu hommage au pilote américain Joseph Sawicki dès 1946 en remettant une plaque à sa famille.
Il est inhumé au cimetière militaire américain de Saint James.
L'avion allemand et le corps de son pilote, Uffz. Günther Schuler, ont été relevés en 1994.
En juin 2004, pour le 60e anniversaire du débarquement, une plaque en l'honneur du J. Sawicki a été installée sur le monument aux morts.

#### L'après Seconde Guerre mondiale
Un soldat (Roger Mouton) originaire de Princé est mort pour la France pendant la Guerre d'Algérie.

### LeXXIesiècle
Un projet de fusion communale avec Châtillon-en-Vendelais et Montautour a échoué en raison du refus de Montautour.
En 2023, après la démission de son poste de maire de Nelly Marec, la commune a due être placée pendant plusieurs mois sous tutelle préfectorale en raison de la difficulté à trouver de nouveaux membres pour compléter le conseil municipal et parvenir à élire un nouveau maire, Jean-Claude Denouault.

## Politique et administration
| Période                                  | Période       | Identité               | Étiquette | Qualité |
| ---------------------------------------- | ------------- | ---------------------- | --------- | --- |
| 1791                                     | 1792 (an 1)   | Jean Perrier           |           | Laboureur. |
| An I                                     | An VI         |                        |           | |
| An VI                                    | An VII        | Jean Perrier           |           | Déjà maire en 1791-1792.                                                                                               |
| An 7                                     | 1808          | Michel Blanchet        |           | |
| 1808                                     | 1829          | Jean Perrier           |           | Déjà maire à 2 reprises antérieurement.                                                                                |
| février 1830                             | 1831          | Jean-François Berthois |           | Cultivateur. |
| 1831                                     | 1832          | Joseph Audroing        |           | |
| 1832                                     | 1835          | Michel Coueffé         |           | |
| 1835                                     | 1839          | Jean-François Berthois |           | Déjà maire en 1830-1831.                                                                                               |
| 1840                                     | Février 1858  | Guillaume Genouel      |           | Cultivateur, propriétaire.                                                                                             |
| Février 1858                             | 1871          | Jean-Marie Berthois    |           | Marchand de bois et propriétaire d'un moulin à tan. Fils de Jean-François Berthois, maire à 2 reprises antérieurement. |
| 1871                                     | 1884          | Jean Roger             |           | |
| 1884                                     | 1886          | Gilles François        |           | |
| mai 1886                                 | 1888          | Guy Delaunay           |           | Cultivateur. |
| 1888                                     | 1900          | Louis Hériau           |           | |
| 1900                                     | 1912          | Jean-Marie Tiriau      |           | Cultivateur propriétaire.                                                                                              |
| 1912                                     | 1924          | Pierre Gasté           |           | Cultivateur. |
| 1924                                     |               | Jean-Marie Thiriau     |           | Déjà maire entre 1900 et 1912.                                                                                         |
|                                          |               |                        |           | |
| mai 1945                                 | octobre 1947  |                        |           | |
| octobre 1947                             | mai 1953      | Henri Bourserie        | MRP       | |
| mai 1953                                 | 1979          | Louis Groussard        |           | |
| 1979                                     | mars 1983     | Roger Vanier           |           | Apiculteur |
| mars 1983                                | mars 1989     | Albert Gasté           |           | Agriculteur |
| mars 1989                                | mars 2008     | Roger Vanier           | DVD       | Apiculteur. |
| mars 2008                                | mai 2020      | Georges Groussard      |           | Retraité. Fils de Louis Groussard, maire entre 1953 et 1979. Ne s'est pas représenté en 2020.                          |
| mai 2020                                 | novembre 2022 | Nelly Marec            |           | Retraitée de la fonction publique Démissionnaire                                                                       |
| mars 2023                                | En cours      | Jean-Claude Denouault  |           | Commercial retraité |
| Les données manquantes sont à compléter. |               |                        |           | |

## Démographie
L'évolution du nombre d'habitants est connue à travers les recensements de la population effectués dans la commune depuis 1793. Pour les communes de moins de 10 000 habitants, une enquête de recensement portant sur toute la population est réalisée tous les cinq ans, les populations de référence des années intermédiaires étant quant à elles estimées par interpolation ou extrapolation. Pour la commune, le premier recensement exhaustif entrant dans le cadre du nouveau dispositif a été réalisé en 2005.
En 2022, la commune comptait 398 habitants, en évolution de +5,85 % par rapport à 2016 (Ille-et-Vilaine : +5,46 %, France hors Mayotte : +2,11 %).
| 1793  | 1800 | 1806 | 1821  | 1831 | 1836  | 1841 | 1846 | 1851 |
| ----- | ---- | ---- | ----- | ---- | ----- | ---- | ---- | ---- |
| 1 015 | 986  | 721  | 1 037 | 995  | 1 006 | 930  | 956  | 966  |

| 1856 | 1861  | 1866 | 1872 | 1876 | 1881 | 1886 | 1891 | 1896 |
| ---- | ----- | ---- | ---- | ---- | ---- | ---- | ---- | ---- |
| 954  | 1 009 | 990  | 941  | 897  | 814  | 802  | 777  | 802  |

| 1901 | 1906 | 1911 | 1921 | 1926 | 1931 | 1936 | 1946 | 1954 |
| ---- | ---- | ---- | ---- | ---- | ---- | ---- | ---- | ---- |
| 766  | 756  | 757  | 678  | 659  | 637  | 623  | 603  | 614  |

| 1962 | 1968 | 1975 | 1982 | 1990 | 1999 | 2005 | 2006 | 2010 |
| ---- | ---- | ---- | ---- | ---- | ---- | ---- | ---- | ---- |
| 566  | 509  | 460  | 393  | 346  | 333  | 348  | 349  | 375  |

| 2015 | 2020 | 2022 | - | - | - | - | - | - |
| ---- | ---- | ---- | - | - | - | - | - | - |
| 374  | 397  | 398  | - | - | - | - | - | - |

## Lieux et monuments

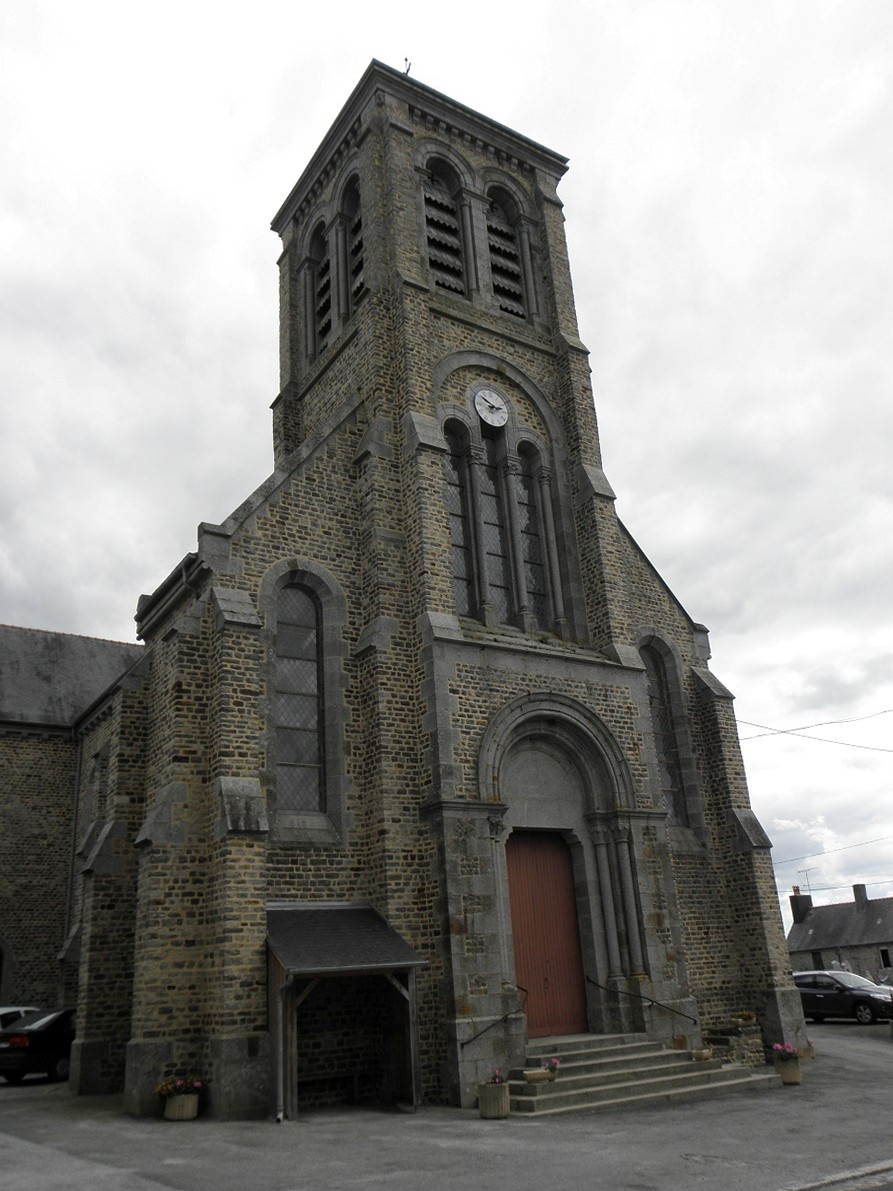
L'église paroissiale Saint-Martin.

La première église appartenait au XIIe siècle à l'abbaye de Marmoutier en Touraine sous la dépendance du prieuré Sainte-Croix de Vitré.

### Église Saint-Martin
La deuxième église, du XVIe – XVIIe siècle, fut dédiée à saint Martin de Tours. L'église actuelle de style néogothique a été reconstruite de 1886 à 1890 à partir des parties datant du XVe et du XVIIe siècle sur les plans de l'architecte rennais Aristide Folie. Elle conserve deux retables lavallois en bois des ateliers Langlois provenant de l'ancienne église, celui de la chapelle nord dédiée à la Vierge date de 1679, celui de la chapelle sud dédiée à saint Joseph date de 1695. Son clocher n'a jamais été terminé selon le projet initial faute de crédit.

### Autres
- Croix monumentale (croix de granite à fût octogonal datant fin XVIIIe siècle ou début XIXe siècle)[51].
- Fontaine couverte (dernier quart du XIXe siècle)[52].
- Manoir de la Cour Neuve (construit au XVIIe siècle, mais remanié au XVIIIe siècle ainsi qu'au XIXe siècle)[53].
- Des maisons et fermes présentent un intérêt patrimonial[54].